# Jack Scalia
Jack Scalia, pseudonimo di Giacomo Tomaso Tedesco (New York, 10 novembre 1950), è un attore statunitense, noto per aver interpretato il ruolo del detective Nick Bonetti nella serie televisiva Tequila e Bonetti, e nel suo sequel italiano Tequila & Bonetti.

## Biografia
Nato nel quartiere di Brooklyn a New York, da genitori di origine italiana e irlandese, cambia il suo cognome in Scalia dopo il divorzio dei suoi e il nuovo matrimonio della madre. Il padre era l'ex-fuoriclasse dei Brooklyn Dodgers Rocky Tedesco. Prima di fare l'attore ha giocato a pallacanestro e ha fatto il modello per abbigliamento intimo e i jeans Jordache. Ha due figlie, Olivia (1987) e Jacqueline (1990), nate dal secondo matrimonio con l'ex Miss Universo 1982 Karen Dianne Baldwin. La sua prima moglie era la modella Joan Rankin.

## Filmografia

### Cinema
- Paura su Manhattan (Fear City), regia di Abel Ferrara (1984)
- La cosa degli abissi (The Rift), regia di Juan Piquer Simón (1989)
- Illicit Behavior, regia di Worth Keeter (1992)
- Amore!, regia di Lorenzo Doumani (1993)
- T-Force, regia di Richard Pepin (1994)
- La stirpe (Dark Breed), regia di Richard Pepin (1996)
- Storybook - Il libro delle favole (Storybook), regia di Lorenzo Doumani (1996)
- Assassini silenziosi (The Silencers), regia di Richard Pepin (1996)
- Under Oath, regia di Dave Payne (1997)
- Atto di guerra (Act of War), regia di Robert Lee (1998)
- Charades, regia di Stephen Eckelberry (1998)
- The Last Leprechaun, regia di David Lister (1998)
- Mel - Una tartaruga per amico (Mel), regia di Joey Travolta (1998)
- Hell Mountain, regia di Mike Rohl (1998)
- Segui il tuo cuore (Follow Your Heart), regia di Lorenzo Doumani (1999)
- Ground Zero, regia di Richard Friedman (2000)
- Boys Klub, regia di Lee Librado (2001)
- Shattered Lies, regia di Gerry Lively (2002)
- Red Eye, regia di Wes Craven (2005)
- Taylor, regia di Mark Roemmich (2005)
- The Genius Club, regia di Timothy A. Chey (2006)
- Honeymoon with Mom, regia di Paul A. Kaufman (2006)
- End Game, regia di Andy Cheng (2006)
- Finishing the Game: The Search for a New Bruce Lee, regia di Justin Lin (2007)
- Black Widow, regia di Mark Roemmich (2010)
- The Black Tulip, regia di Sonia Nassery Cole (2010)

### Televisione
- L'uomo di Hollywood (The Star Maker) (film 1981), regia di Lou Antonio – film TV (1981)
- Devlin & Devlin – serie TV, 13 episodi (1982)
- Qui Los Angeles: squadra anticrimine (High Performance) – serie TV, 1 episodio (1983)
- Amazzoni (Amazons), regia di Paul Michael Glaser – film TV (1984)
- Hollywood Beat – serie TV, 14 episodi (1985)
- The Other Lover, regia di Robert Ellis Miller – film TV (1985)
- Berrenger's – serie TV, 11 episodi (1985)
- Club Med, regia di Bob Giraldi – film TV (1986)
- Dallas – serie TV, 23 episodi (1987-1991)
- Conquisterò Manhattan (I'll Take Manhattan) – miniserie TV (1987)
- Mai dire sì (Remington Steele) – serie TV, 6 episodi (1987)
- Wolf – serie TV, 12 episodi (1989-1990)
- Donor: esperimenti genetici (Donor), regia di Larry Shaw – film TV (1990)
- Terremoto a San Francisco (After the Shock), regia di Gary Sherman – film TV (1990)
- Ring of Scorpio, regia di Ian Barry – film TV (1991)
- Errore fatale (Deadly Desire), regia di Charles Correll – film TV (1991)
- Stuntmasters – serie TV, 1 episodio (1991)
- Vivere senza un padre (Runaway Father), regia di John Nicolella – film TV (1991)
- Lady Boss, regia di Charles Jarrott – film TV (1992)
- With a Vengeance, regia di Michael Switzer – film TV (1992)
- Tequila e Bonetti (Tequila and Bonetti) – serie TV, 11 episodi (1992)
- La maschera e il cuore, regia di Michael Miller – film TV (1993)
- Casualties of Love: The Long Island Lolita Story, regia di John Herzfeld – film TV (1993)
- Beyond Suspicion, regia di Paul Ziller – film TV (1994)
- Shadow of Obsession, regia di Kevin Connor – film TV (1994)
- Sorveglianza ravvicinata (Pointman), regia di Robert Ellis Miller – film TV (1994)
- Shattered Image, regia di Fritz Kiersch – film TV (1994)
- Guardia del corpo (Pointman) – serie TV, 22 episodi (1995–1996)
- Il tocco di un angelo (Touched by an Angel) – serie TV, 1 episodio 2x09 (1995)
- Tall, Dark and Deadly, regia di Kenneth Fink – film TV (1995)
- P.C.H., regia di Nelson McCormick – film TV (1995)
- Una vita per ricominciare (Everything to Gain), regia di Michael Miller – film TV (1996)
- Fired Up – serie TV, 1 episodio (1997)
- Sweet Deception, regia di Timothy Bond – film TV (1998)
- Predatori letali (Silent Predators), regia di Noel Nosseck – film TV (1999)
- Tequila & Bonetti – serie TV, 22 episodi (2000)
- La valle dei pini (All My Children) – serie TV, 3 episodi (2001-2003)
- Hollywood Wives: The New Generation, regia di Joyce Chopra – film TV (2003)
- Vegas Dick, regia di Frederick King Keller – film TV (2003)
- McBride - Ultimo show (McBride: Anybody Here Murder Marty?), regia di James A. Contner – film TV (2005)
- Kraken: Tentacles of the Deep, regia di Tibor Takács – film TV (2006)
- Nuclear Hurricane, regia di Fred Olen Ray – film TV (2007)

## Doppiatori italiani
Nelle versioni in italiano delle opere in cui ha recitato, Jack Scalia è stato doppiato da:
- Roberto Chevalier in Devlin & Devlin, Tequila e Bonetti (1992), Bella da morire, Solo l'amore mi salverà, Scosse mortali, Assassini silenziosi, Predatori letali
- Luca Biagini in Sorveglianza ravvicinata, Guardia del corpo, End Game
- Oliviero Dinelli in Qui Los Angeles: squadra anticrimine
- Antonio Colonnello in Hollywood Beat
- Tonino Accolla in Conquisterò Manhattan
- Rodolfo Bianchi in Dallas
- Giorgio Bonino in Mai dire sì
- Paolo Bessegato in Wolf
- Andrea Ward in La cosa degli abissi
- Fabrizio Pucci in Donor: esperimenti genetici
- Gino La Monica in Atto di guerra
- Roberto Pedicini in Tequila & Bonetti (2000)
- Mario Cordova in Red Eye
- Franco Mannella in McBride